# Campotéjar
Campotéjar es una localidad y municipio español situado en la parte noroccidental de la comarca de Los Montes, en la provincia de Granada, comunidad autónoma de Andalucía. Limita con los municipios granadinos de Montejícar, Domingo Pérez de Granada, Dehesas Viejas e Iznalloz, y con el municipio jienense de Noalejo. Otras localidades cercanas son Venta de Andar, Benalúa de las Villas y la Montillana.

## Historia
Las inmediaciones de Campotéjar están pobladas desde el Neolítico final y la Edad de Bronce como atestigua el yacimiento de la cueva sepulcral del cerro del Castellón. Además, en las laderas del cerro se ha encontrado cerámica medieval durante labores agrícolas.
Durante la Edad Media se trata de un área poco poblada. Cidi Hiaya, personalidad clave de la caída final del reino nazarí de Granada, deja a su muerte a su mujer Elvira de Sandoval, nieta de Diego Gómez de Sandoval, conde de Castrojeriz, las tierras que tenía en Campotéjar, cuyo señorío había adquirido en 1500. Durante el siglo XVI Campotéjar es un poblado sin concejo dentro de la jurisdicción de Granada. Queda integrada en el área de las Siete Villas destinadas a surtir a la ciudad de Granada de cereal, ganado y madera, no pudiendo comerciar nada más que con esta ciudad.
En 1609 Don Pedro Granada Venegas Manrique y Mendoza, Caballero de Alcántara, completó las tierras que ya tenía por herencia comprando la jurisdicción y alcabalas sobre la villa de Campotéjar y en 1643 las elevó a Marquesado de Campotéjar.
Se beneficia de los impulsos por mejorar la red de carreteras llevados a cabo en el siglo XVIII y desde 1758 está en la ruta que une Madrid con Granada y Almería originalmente por Sierra Morena, Bailén y Jaén y desde 1783 por Despeñaperros.
En 1920 el XVIII marqués de Campotéjar vendió los pueblos de Campotéjar, Dehesas Viejas y Jayena. En esta venta medió el párroco Juan Francisco Correas y supuso la concentración de las tierras del pueblo en dos propietarios y una gran fragmentación del resto. En los años sucesivos el incremento en la contribución municipal, la bajada de los precios del cereal de secano y la carencia de alternativas productivas por la roturación de los montes, así como posteriormente la postguerra llevaron a la venta de muchas propiedades y a la emigración. En años recientes la implantación del olivar ha mejorado la rentabilidad del campo paliando la recesión de la comarca de Los Montes.

## Geografía

### Situación
| Noroeste: Iznalloz | Norte: Noalejo (prov. Jaén) | Noreste: Noalejo (prov. Jaén) y Montejícar                  |
| Oeste: Iznalloz    | Puntos cardinales           | Este: Montejícar, Domingo Pérez de Granada y Dehesas Viejas |
| Suroeste: Iznalloz | Sur: Iznalloz               | Sureste: Dehesas Viejas                                     |

## Demografía
Campotéjar cuenta con una población de 1245 habitantes (INE 2024).
| Gráfica de evolución demográfica de Campotéjar entre 1842 y 2021                                                    |
| |
| Población de derecho según los censos de población del INE Población de hecho según los censos de población del INE |

## Política local

### Elecciones municipales
Los resultados en Campotéjar de las últimas elecciones municipales, celebradas en mayo de 2019, son:
| Elecciones Municipales - Campotéjar (2023) | Elecciones Municipales - Campotéjar (2023)    | Elecciones Municipales - Campotéjar (2023) | Elecciones Municipales - Campotéjar (2023) | Elecciones Municipales - Campotéjar (2023) |
| Partido político                           | Partido político                              | Votos                                      | Votos                                      | Concejales                                 |
| ------------------------------------------ | --------------------------------------------- | ------------------------------------------ | ------------------------------------------ | ------------------------------------------ |
|                                            | Partido Socialista Obrero Español (PSOE)      | 372                                        | 46,44 %                                    | 4                                          |
|                                            | Ciudadanos (Cs)                               | 226                                        | 28,21 %                                    | 3                                          |
|                                            | Partido Popular (PP)                          | 116                                        | 14,48 %                                    | 1                                          |
|                                            | Izquierda Unida-Campotéjar Para la Gente (IU) | 84                                         | 10,49 %                                    | 1                                          |

## Comunicaciones

### Carreteras
Campotéjar es la primera localidad de Granada en la autovía A-44 desde Jaén. Las principales vías del municipio son:
| Identificador | Denominación                   | Itinerario                  |
| ------------- | ------------------------------ | --------------------------- |
| A-44          | Autovía de Sierra Nevada       | Bailén - Motril             |
| N-323a        | Carretera de Sierra Nevada     | Bailén - Motril             |
| GR-4406       | De Campotéjar a Dehesas Viejas | Campotéjar - Dehesas Viejas |

Algunas distancias entre Campotéjar y otras ciudades:
| Ciudades | Distancia (km) |
| -------- | -------------- |
| Iznalloz | 19             |
| Granada  | 47             |
| Jaén     | 48             |
| Almería  | 168            |

## Servicios

### Educación
Existe un centro educativo en el municipio donde se imparte educación infantil, educación primaria y el primer ciclo de la Educación Secundaria Obligatoria (ESO): el CEIP Tirso de Molina. El colegio está incluido en la Red de Centros TIC y en la Red de Centros Escuela Espacio de Paz.
El listado completo de centros educativos en el municipio es el siguiente:
| Denominación genérica                    | Nombre del centro             | Naturaleza | Dirección               |
| ---------------------------------------- | ----------------------------- | ---------- | ----------------------- |
| Centro de educación de adultos           | SEPER Guadahortuna-Campotéjar | Público    | C/ Labradores, s/n      |
| Colegio de educación infantil y primaria | CEIP Tirso de Molina          | Público    | C/ Tirso de Molina, s/n |
| Escuela infantil                         | EI Chiquilandia               | Público    | Cno. de Noalejo, s/n    |

## Cultura

### Fiestas
Campotéjar celebra cada año sus fiestas populares el último fin de semana de abril en honor a la patrona de la localidad, la Virgen de los Remedios. La imagen de la patrona sale procesionada por las calles del pueblo.
Cabe destacar la antigua tradición de los tiradores. Este acto conmemora el reclutamiento por Don Alonso de Granada Venegas de un centenar de hombres para combatir a los moriscos. A lo largo de tres días, siempre con un rito que marca perfectamente los pasos, el alabardero, el tamborilero, los tiradores con sus carabinas y las banderas recorren el pueblo. En la procesión de los tiros disparan salvas de pólvora con sus armas y protegen a la Virgen de los Remedios —patrona igualmente de las Fuerzas Armadas Españolas—, con cuya imagen hacen la Carrerilla durante el tramo, en la que todos los componentes van corriendo durante un buen trecho. Previamente se celebra la procesión de los hachos, en la que todos los tiradores iluminan el camino por el que pasa la virgen.
El Domingo de Resurrección se realiza el Encuentro entre la Virgen y el Niño Jesús, portadas sus imágenes en andas por personas de distinta edad —más jóvenes las del Niño—, y ante ambos se quema el muñeco de Judas, que simboliza todo lo malo, ya sea general o particular.

### Gastronomía
Entre sus platos destacan la ropa vieja manchega, elaborada con las sobras del cocido, las gachas, las migas de segador, el guisado de manillas de cerdo y la torta de carda (salaílla). De postre, roscos, nochebuenos (pan de aceite típico granadino y pasas).

## Campotejeros célebres
- Sabino Hoces (1922-2006), empresario.[11]
- Julián Cuesta Díaz (1991), futbolista.[12]